# Johann Friedrich Rochlitz

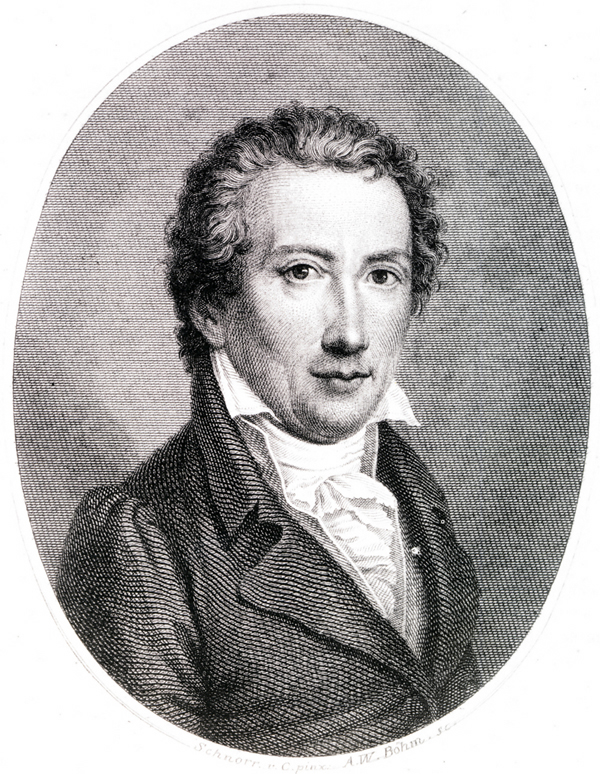
Friedrich Rochlitz, retrat per Veit Hanns Schnorr von Carolsfeld, c 1820

Johann Friedrich Rochlitz (12 de febrer de 1769, Leipzig – 16 de desembre de 1842, Leipzig) fou un dramaturg, musicòleg i crític d'art i música alemany. La seva obra més destacada és la seva narració autobiogràfica, Tage der Gefahr (Dies de Perill), sobre la batalla de Leipzig, el 1813; a Kunst und Altertum, Goethe la va considerar com a "una de les produccions més meravelloses escrites". El premi de la crítica d'art Friedrich-Rochlitz-Preis porta el seu nom; és atorgat per la Leipzig Gesellschaft für Kunst und Kritik i el 2009 es va presentar per quarta vegada.

## Vida
Friedrich Rochlitz va assistir a la Thomasschule de Leipzig de 1789 a 1791 i estudià teologia abans de treballar com a tutor privat. El 1798 va fundar l'Allgemeine musikalische Zeitung, juntament amb Gottfried Christoph Härtel, sent el seu editor fins al 1818. Va planejar casar-se amb l'arpista Therese aus dem Winkel però el matrimoni no va materialitzar. Tot i així, el Duc Karl August el va acceptar com a conseller privat del Ducat de Saxe-Weimar el 14 de setembre de 1800. El 23 de febrer de 1810 es va casar amb un amor de la seva infantesa, Henriette Winkler (née Hansen, 1770–1834) el 23 de febrer de 1810. El seu anterior marit, Daniel Winkler, havia sigut un home de negocis de Leipzig i va acumular una bona col·lecció d'art (incloent-hi una pintura de Rembrandt) que Winkler compartí amb Rochlitz.
Rochlitz era amic de diverses personalitats culturals de l'època, incloent Johann Wolfgang von Goethe, Friedrich Schiller, E. T. Un. Hoffmann I els compositors Louis Spohr i Carl Maria von Weber — Weber li va dedicar la seva Sonata per a piano núm. 4 en mi menor (J287, Op 70). Durant una estada a Viena, Rochlitz també aconseguit conèixer Beethoven i Franz Schubert; Schubert va musicat els tres darrers poemes de Rochlitz el 1827.

## Obres
- Charaktere interessanter Menschen, 4 volums, Züllichau 1799-1803
- Kleine Romane und Erzählungen, 3 volums, Frankfurt 1807
- Neue Erzählungen, 2 volums, Leipzig 1816
- Für ruhige Stunden, 2 volums, Leipzig 1828
- Für Freunde der Tonkunst, 4 volums, Leipzig 1824-1832; 3a edició 1868 [una col·lecció d'assajos de música]
- Auswahl des Besten aus Rochlitz' sämtlichen Werken, 6 Bände, Züllichau 1821-1822 [una col·lecció d'assajos de música]